# Метт Даллас
Меттью Джозеф Даллас (англ. Matthew Joseph Dallas) (нар. 21 жовтня 1982) — американський актор, відомий за роллю у серіалі Кайл XY кабельної мережі ABC Family.
Метт Даллас народився у Фініксі, штат Аризона, і деякий час відвідував Аризонську Школу Мистецтв. В 12 років, коли бабуся взяла його на виставу «Бридке каченя», він захотів стати актором. В 18 років він переїхав у Лос-Анджелес, штат Каліфорнія.

## Кар'єра
Даллас знявся в декількох фільмах, в тому числі в фільмі Потрібна няня (Babysitter Wanted), а також у ролі Кайла в серіалі Кайл XY. Крім цього, він знімався в таких фільмах як Living The Dream, Wannabe, Camp Daze, і Way of The Vampire. Він був гостем у серіалі Красені. У 2004 році знявся у кліпі для пісні «Geek Love» гурту Fan 3, а також в 2005 році у Джеймса Бланта в «Goodbye My Lover» разом з Мішою Бартоном. У 2008 році знявся у відео для пісні «Thinking of You» американської співачки Кеті Перрі.

## Фільмографія
| Рік       | Назва українською                   | Назва оригіналу               | Роль          |
| --------- | ----------------------------------- | ----------------------------- | ------------- |
| 2005      | Шлях вампіра                        | Way of the Vampire            | Тодд          |
| 2005      | Живодер; Здивування табору          | Camp Daze                     | Маріо         |
| 2005      | Ваннабіс                            | Wannabe                       |               |
| 2005      | Красені                             | Entourage                     | Модель        |
| 2006      | Життя як мрія                       | Living the Dream              | Майкл         |
| 2006      |                                     | Shugar Shank                  | Еван          |
| 2006-2009 | Кайл XY                             | Kyle XY                       | Кайл          |
| 2007      |                                     | The Indian                    | Денні         |
| 2008      | Потрібна няня                       | Babysitter Wanted             | Рік           |
| 2009      | Гарний настільки, наскільки мертвий | As Good as Dead               | Джейк         |
| 2009      | Іствік                              | Eastwick                      | Чед           |
| 2010      | Бізнес заради любові                | Beauty & the Briefcase        | Сет           |
| 2011      | Історія Бонні та Клайда             | The Story of Bonnie and Clyde | Henry Methvin |
| 2011      | Ти, я та цирк                       | You, Me & The Circus          | Макс          |